# Козыренков, Иван Кузьмич
Иван Кузьмич Козыренков — советский хозяйственный, государственный и политический деятель. 
Участник Великой Отечественной войны.

## Биография
Родился в 1915 году в селе Камакужа. Член КПСС.
Образование высшее (окончил МГПИ им. Полежаева)
Участник Великой Отечественной войны в составе 326-й Рославльской стрелковой дивизии.
С 1934 года — на хозяйственной, общественной и политической работе.
До 1941 гг. — учитель в Сиалеевско-Пятинской семилетней школе, директор Ямщинской семилетней школы Инсарского района, учитель истории в Инсарской средней школе.
- В 1943—1952 гг. — секретарь исполкома Инсарского райсовета, заведующий отделом пропаганды и агитации, второй секретарь Инсарского райкома ВКП(б), пропагандист в обкоме партии, начальник управления по делам Культурно-просветительских учреждений.[2]
- В 1952—1958 гг. — первый секретарь Зубово-Полянского райкома КПСС.[2]
- В 1958—1971 гг. — заведующий отделом парторганов, организационным отделом Мордовского обкома КПСС.[2]
- В 1971—1983 гг. — председатель Мордовского областного совета профсоюзов.[2]
- В 1983—1988 гг. — глава Мордовского республиканского совета ветеранов войны и труда.[2]

C 1988 гг. — персональный пенсионер.
Делегат XXIV съезда КПСС.
Умер в Саранске в 1998 году.

## Отзывы о деятельности и личности
При нём профсоюзы республики поднялись на небывалую высоту. Увеличилось централизованное финансирование и началось интенсивное строительство профсоюзных объектов. Был перестроен Дом союзов, ранее использовавшийся как межсоюзный клуб, выкуплено его левое крыло. Построены: Дворец культуры профсоюзов, Дом науки и техники, Дворец спорта, спортивная база на юго-западе Саранска, много спортивных объектов в районах республики, введено в строй много стационарных пионерлагерей и лагерей труда и отдыха, спроектировано и начато строительство санаториев «Мокша», «Алатырь», водогрязе-лечебницы.

## Сочинения
- Шла дивизия вперед / [сост.: , ]. — Саранск: Мордов. кн. изд-во, 1995. — 304 с.
- Магистрали соревнования: [сборник] / [сост.: , ]. — Саранск: Мордов. кн. изд-во, 1983. — 128 с.
- Заводской всеобуч. — М.: Профиздат, 1978. — 64 с. — (Библиотечка профсоюзного активиста. Вып. 11).
- Частица сердца и души: профсоюзы Мордовии и десятая пятилетка. — М.: Мордов. кн. изд-во, 1978. — 132 с.